# Partido Dolores
Dolores ist ein Partido im Osten der Provinz Buenos Aires in Argentinien. Laut einer Schätzung von 2019 hat das Partido 28.576 Einwohner auf 1.980 km². Der Verwaltungssitz ist die Ortschaft Dolores.

## Orte
Dolores ist in 2 Ortschaften und Städte, sogenannte Localidades, unterteilt.
- Dolores (Verwaltungssitz)
- Sevigné

## Wirtschaft
Das Partido Dolores ist ökonomisch auf Land- und Viehwirtschaft ausgerichtet. Auf 3.700 Hektar werden Mais, Soja und Weizen angebaut. Der Hauptanteil der extensiven Viehwirtschaft besteht zum Großteil aus Rinderzucht. Im Partido arbeiten rund 330 Imker mit 15.000 Bienenstöcken. Weiterhin gibt es eine Fleischpackerei, eine Pilzfabrik, eine Molkerei sowie Gärtnereien.

## Tourismus
Der Tourismus in den Partido hat zwei Säulen, die Erinnerung an die argentinische Geschichte mit der "Revolución de los Libres del Sur" einerseits und der Gesundheitstourismus mit einem Thermalbad auf der anderen Seite.